# 퀄리티 스타트
퀄리티 스타트 (Quality Start) , QS란, 선발 투수가 6이닝 이상 마운드를 지키는 동안 상대에게 3점 이하의 자책점을 허용한 경우를 통칭한다. 1986년 <워싱턴 포스트>의 리처드 저스티스 기자가 처음으로 사용한 이래, 현대 야구의 선발 투수들을 평가하는 가장 기본적인 척도 중 하나가 되었다.
퀄리티 스타트는 보통의 선발 투수에게 주 목적이자 의무이며, 승리 투수로서의 기본 자격으로 여겨지고 있다. 하지만 만약 6이닝 3자책점을 기록한 투수가 있다면, 퀄리티 스타트로서의 조건에는 턱걸이한 셈이나, ERA로 환산할 시 4.50이라는 수치가 도출된다. 결코 빼어나지는 않은 수치이다. 따라서 사람들은 퀄리티 스타트를 개조하여 조금 다른 퀄리티 스타트들을 만들었다.

## 퀄리티 스타트의 기원
퀄리티 스타트의 역사는 MLB에서 시작된다. MLB에서 1980년대를 거치면서 현재와 같이 선발 투수, 중간 계투, 마무리 투수 등으로 분업화가 됨에 따라 당연히 선발 투수들의 이닝수와 완투율이 줄어들었고, 더불어 선발 투수 투구 결과의 질을 판단하는 기준이 필요했다. 그래서 저스티스가 처음으로 고안했다. 그리하여 6이닝 동안 3자책점 이하로 막는 것이 기본적인 기준이 되었다. 이유는 다음과 같다. 6이닝 3자책점을 ERA로 환산하면 4.50이라는 수치가 도출된다. 당시 MLB에서는 경기 당 평균 득점이 4.63 점이었다. 즉 선발 투수가 6이닝 3실점으로 막는다면, 자신의 팀이 얻을 것으로 기대되는 득점 (4.63)보다 덜 실점 (4.50)했기 때문에 최소한의 승리의 요건을 만족하게 된다. 만약 이 수치를 만족하고 중간 계투 요원이 전혀 실점을 하지 않는다고 가정한다면, 투수는 경기에서 승리 투수가 된다.

## 연속 퀄리티 스타트 기록
- 1968년, 세인트 루이스 카디널스의 밥 깁슨, 단일 시즌 22경기 연속, 1967 시즌 합산 시 26경기 연속.
- 2005년, 세인트 루이스 카디널스의 크리스 카펜터, 단일 시즌 22경기 연속, 밥 깁슨과 타이 기록
- 2010년, 한화 이글스의 류현진, 단일 시즌 23경기 연속, 2009 시즌 합산 시 29경기 연속.

## 조금 다른 퀄리티 스타트
- 퀄리티 스타트 플러스 (QS+) : 7이닝 이상 3자책점 이하.
- 하이 퀄리티 스타트 (HQS) : 7이닝 이상 2자책점 이하.
- 도미넌트 스타트 (DS) :  8이닝 이상 1자책점 이하.